# このは (曲)
「このは」は、ナイトメアの11枚目のシングル。

## 概要
2007年10月3日発売。全3タイプ同時発売、Aタイプ・Bタイプ各DVD付。
2か月シングルリリース第1弾。シングルとしての発表は初めてとなるミディアム・バラード。オリコン週間チャートで初登場4位を記録した。
プロモーションビデオは「このは」「cloudy dayz」共に一貫したストーリー性を持たせている。またビジュアル面では2004年の「シアン」以来2度目のノーメイクでの顔出しとなった。

## 収録曲
CD（A・B・Cタイプ共通）
1. このは（作詞・作曲：RUKA 編曲：ナイトメア）
2. cloudy dayz（作詞・作曲：RUKA 編曲：ナイトメア）

DVD
- 「このは」Video Clip収録（Aタイプ）
- 「cloudy dayz」Video Clip収録（Bタイプ）